# 타데우시 코시치우슈코
안제이 타데우시 보나벤투라 코시치우슈코(폴란드어: Andrzej Tadeusz Bonawentura Kościuszko, 1746년 12월 20일 ~ 1817년 12월 18일)는 폴란드-리투아니아인 군 엔지니어이자 군 지도자, 정치가이며, 폴란드, 리투아니아, 벨라루스, 미국의 국민 영웅이다. 코이치우슈코는 폴란드-리투아니아 연방 소속으로 러시아 제국과 프로이센 왕국을 상대로 싸웠고, 미군 소속으로 미국 독립 전쟁에서 싸웠다. 1794년에는 폴란드 군대의 최고 사령관으로서 코시치우슈코 봉기를 이끌었다.
코시치우슈코는 1746년 12월 20일, 폴란드-리투아니아 연방 내 리투아니아 대공국의 브레스트-리토프스크에 있는 메레초프슈치즈나 영지의 영주 집안에서 태어났다. 20세의 나이에는 바르샤바 왕립 군사 학교를 졸업했다. 1768년에 바르 동맹 내에서 내전이 시작되자, 코시치우슈코는 공부를 하기 위해 1769년 프랑스로 떠났다. 그는 폴란드 제1차 분할 2년 뒤인 1774년에 폴란드-리투아니아 연방으로 돌아왔고, 유제프 실베스테르 소스노와스키 집안의 가정교사로 일하게 되었다. 코시치우슈코는 소스노와스키의 딸과 사랑에 빠져 함께 달아나려고 하였지만, 소스노와스키의 하인들에게 두들겨 맞고 프랑스로 다시 돌아갔다. 1776년에 코시치우슈코는 북아메리카로 이주했고, 그 곳에서 그는 미군 대령으로서 미국 독립 전쟁에 참가하게 되었다. 그는 뛰어난 군 건축가였고, 뉴욕에 있는 미국 육군사관학교에 있는 방어 시설을 포함한 많은 최신식 방어 시설을 설계하고 공사를 감독하였다. 1783년에는 업적을 인정받아 대륙 회의에서 그를 준장으로 진급시켜주었다.
1789년에는 폴란드로 돌아오자 마자 폴란드-리투아니아 연방 육군 소장으로 임명되었다. 폴란드 제2차 분할을 야기한 1792년의 폴란드-러시아 전쟁 이후, 1794년 3월에는 최고 사령관(Naczelnik)으로서 러시아를 상대로 봉기를 준비하였으나. 1794년 10월 마치에요비체 전투에서 러시아군에 의해 포로로 잡히게 되었다. 코시치우슈코 봉기의 실패로 인해 1795년 11월 폴란드 제3차 분할이 이루어졌고, 폴란드-리투아니아 연방의 독립은 123년 만에 완전히 끝이 나게 되었다. 코시치우슈코는 1796년에 예카테리나 2세가 사망한 후 제위를 계승한 파벨 1세에 의해 석방되었고, 이후 미국으로 이주하였다. 코시치우슈코는 토머스 제퍼슨과 절친한 친구였고, 그와 인권에 관한 생각을 공유했다. 1798년 코시치우슈코는 자신의 미국 내 자산을 미국 노예 해방과 교육을 위해 기부하겠다는 내용의 유언장을 썼다. 그는 다시 유럽으로 돌아가 스위스 졸로투른에서 1817년 생을 마감하였다. 안타깝게도 그가 생을 마감한 후 그의 유언장 내용은 집행되기 어렵다고 밝혀졌고, 그의 유산은 그가 의도한 대로 사용되지 못했다.

## 어린 시절

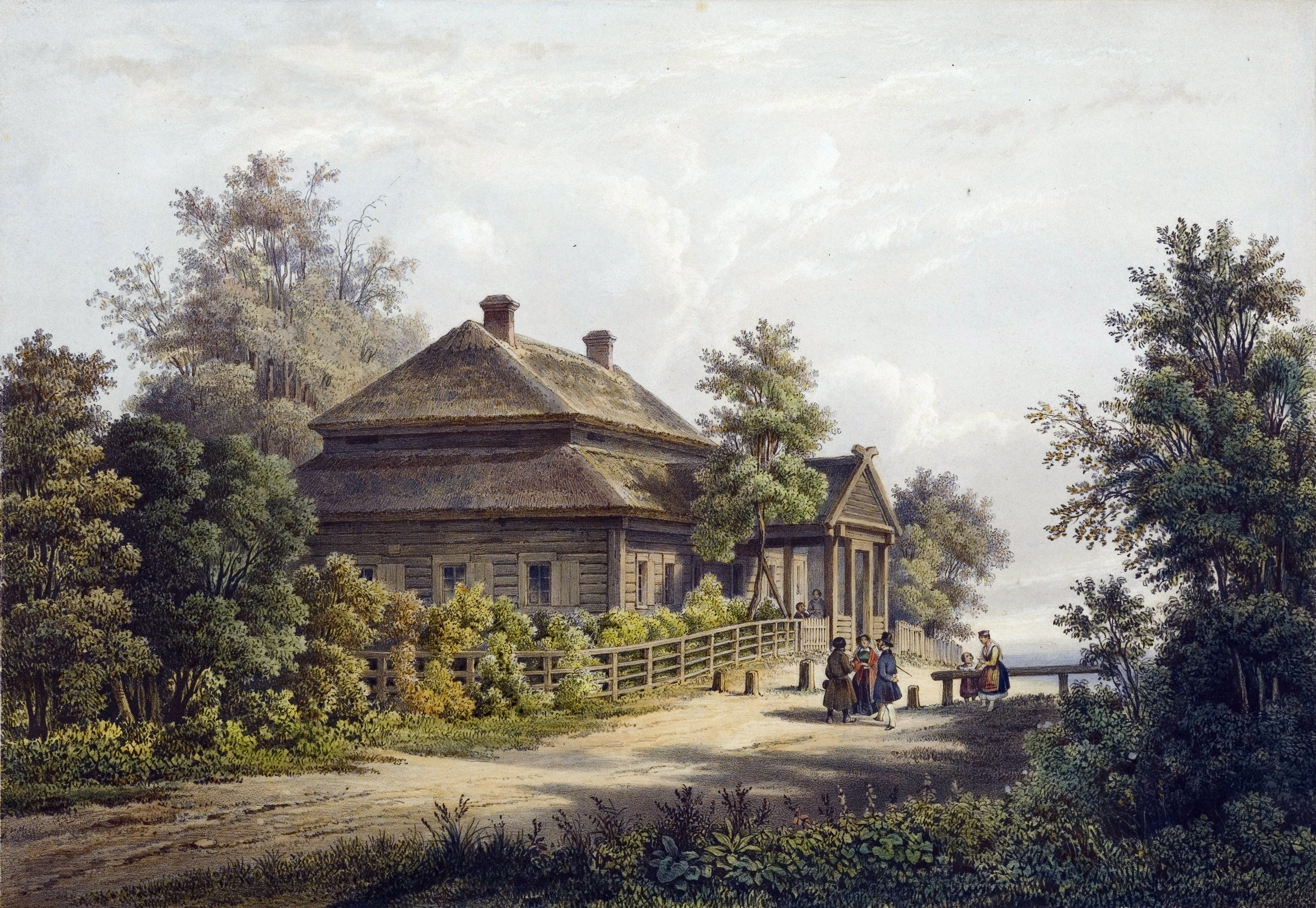
메레초프슈치즈나 영지

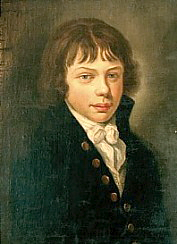
Kościuszko, aged 15, in 1761

코시치우슈코는 1746년 2월, 폴란드-리투아니아 연방 내 리투아니아 대공국의 브레스트-리토프스크에 있는 메레초프슈치즈나 영지의 영주 집안에서 태어났다. 그의 정확한 생일은 알려져 있지 않지만, 2월 4일 또는 2월 12일로 추정된다.
코시치우슈코는 폴란드-리투아니아 연방군의 장교였던 루드빅 타데우시 코시치우슈코와 그의 아내 테클라 라톰스키 사이에서 슐라흐타 집안의 막내로 태어났다. 코시치우슈코 가문은 Roch III coat of arms 문장을 사용했다. 타데우시 코시치우슈코가 태어날 당시, 그의 가문은 31개의 농민 가족들에 의해 운영되던 대공국에 토지를 소유하고 있었다.
코시치우슈코는 로마 가톨릭교회와 동방 정교회에서 세례를 받았으며, 안제이, 타데우시, 보나벤투라라는 세례명을 받았다. 그의 부계 가족은 민족적으로 리투아니아-루테니아인이었고, 그들의 조상은 폴란드 왕이자 리투아니아의 대공이었던 지그문트 1세의 조신이었던 콘스탄티 피오도로비츠 코시치우슈코이다. 그의 모계 가족인 라톰스키 집안 또한 루테니아인이었다.
현대 벨라루스인 작가들은 그의 루테니아적 혹은 리투아니아적 유산을 벨라루스적인 것으로 해석한다. 코시치우슈코는 자신을 Litvin으로 설명한 적이 있는데, 이 단어는 폴란드-리투아니아 연방의 리투아니아 대공국의 민족성을 가지고 있음을 의미한다. 현대 벨라루스인 작가들은 "벨라루스인"이라는 단어가 나오기 이전에 Litvin을 벨라루스인을 의미하기 위해 사용했다고 해석한다. 그러나 코시치우슈코는 벨라루스어를 사용하지 않았다. 그의 가족은 16세기 이전에 폴란드화 되었다. 당시 대부분의 폴란드-리투아니아인 귀족들과 마찬가지로, 코시치우슈코 가문은 폴란드어를 사용하고 폴란드 문화에 익숙했다.
1755년에 코시치우슈코는 Lyubeshiv에 있는 학교에 다니기 시작했지만, 1758년 아버지의 죽음 이후 가정의 경제적 문제로 인해 졸업하지 못했다. 폴란드의 국왕 스타니스와프 아우구스트 포니아토프스키는 군 장교와 정부 관료를 교육시키기 위해 왕립 군사 학교(현재 바르샤바 대학교)를 설립했고, 코시치우슈코는 차르토리스키 가문의 후원 덕분에 1765년 12월 18일 왕립 군사 학교에 등록할 수 있었다. 학교는 군사학과 리버럴 아츠를 강조했고, 1766년 12월 20일 졸업한 후에는 기수(현재의 중위와 유사)로 진급했다. 그는 학교에 계속 남아 조교로 있었고, 1768년 즈음에는 대위로 진급했다.

## 미국을 위하여 떠나다
1774년 코시치우슈코는 폴란드로 귀국하였다. 2년 일찍이 폴란드를 둘러싼 3개국 프로이센, 러시아와 오스트리아는 국가의 냉혹한 차지를 이루었다. 그들은 폴란드의 다양한 부분들을 분리하여 거대한 위신이 떨어진 국가로 남겼다. 러시아는 코시치우슈코 가족이 살던 리투아니아를 차지하였다. 코시치우슈코는 폴란드 육군이 이제 거의 존재하지 않고, 자신의 형이 가족 재산의 대부분을 탕진한 것을 찾으로 돌아왔다.
폴란드에 있는 동안 코시치우슈코는 부유한 귀족의 딸 루드비카 소스노프스카와 사랑에 빠졌다. 그러나 그녀의 부친은 코시치우슈코가 많은 돈을 만들기 위하여 전망들이 없는 것에 위협을 느껴 연애에 종말을 놓았다. 마음이 아팠던 코시치우슈코는 전혀 결혼을 하지 않았다.
코시치우슈코는 육군에서 장교로서 임관 사령을 매입하는 데 기금들이 모자랐다. 폴란드에서 자신을 위하여 미래가 없는 것을 본 그는 미국 독립 전쟁이 일어난 동안 정부의 주요부인 대륙 회의로부터 장교의 임관 사령을 취득하러 미국으로 항해하였다. 5년 동안 폴란드 육군에 복무하고, 후에 미국에서 군사 직위들을 보유한 미국인 찰스 헨리 리는 코시치우슈코가 대륙육군과 임관 사령을 취득하는 도움을 주었다. 코시치우슈코는 자신의 일생 전부를 강하게 성원한 원인 - 불공평한 규칙에 국민들이 저항하는 도움을 주는 데 욕망의 외부에 독립을 위한 미국의 싸움에 관련되었다.

## 미국 독립 전쟁에 복무

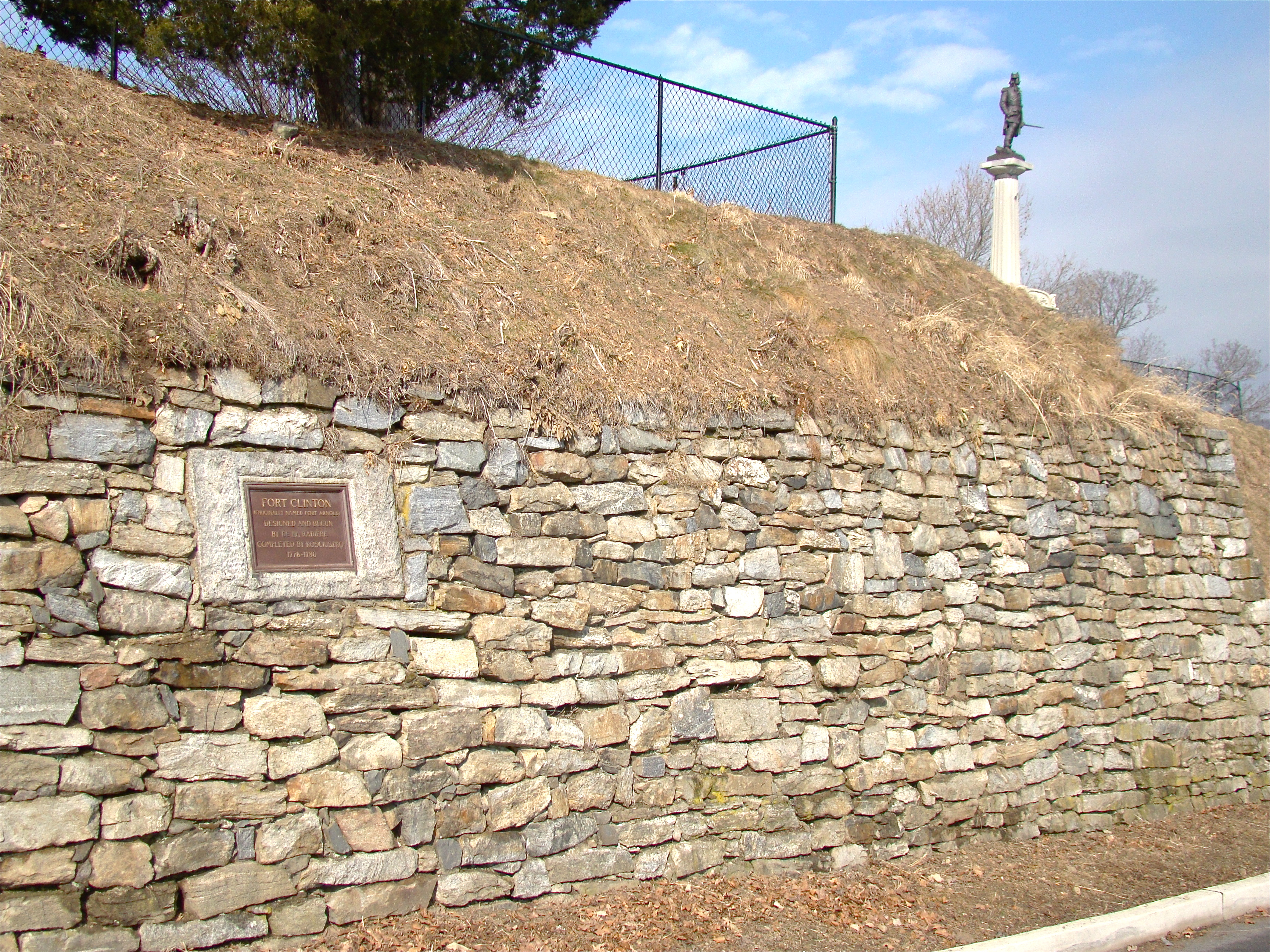
코시치우슈코에 의하여 방어 공사된 클린턴 요새 (웨스트 포인트)

1775년 코시치우슈코는 필라델피아에 도착하여 곧 공학자로서 펜실베이니아 국방 위원회를 위하여 일하러 갔다. 공학자들은 요새, 다리와 다른 건조물들을 설계하고 건설하기 위하여 책임적이었다. 그는 델라웨어강을 따라 요새들의 계획과 건설을 감독하는 도움을 주는 데 자신의 공학 재능들을 썼다. 요새들은 영국 해군이 당시 미국의 수도 필라델피아를 공격에 의하여 아무 시도를 훼방놓는 데 치명적이었다. 1776년 10월 대륙 회의는 코시치우슈코를 대륙육군의 공학 대령으로 만들었다.
그해 후반에 코시치우슈코는 뉴욕의 티콘데로가 전투에서 일부를 가져갔다. 거기서 그는 베미스 고지 전투로 알려진 현장을 요새화하는 데 미국의 장군 호레이쇼 게이츠를 조언하였다. 이 일은 완료되었고, 영국군은 베미스 고지 전투를 차지할 수 없었다. 그들의 실패는 1777년 새러토가 전투에서 존 버고인 장군의 영국군에 대륙군의 거대한 승리에서 주요 역할을 하였다.
1778년 봄 코시치우슈코는 요새들의 건설을 감독하러 웨스트포인트로 갔다. 1780년 그는 캐롤라이나 운동에서 너새니얼 그린 장군 아래 남부에서 복무하러 갔다. 그는 1782년 영국군에 의하여 찰스턴의 포획이 있을 때까지 교전 장교와 공학자로서 거기에 머물렀다.

## 미국의 영예들을 받고 폴란드로 귀국

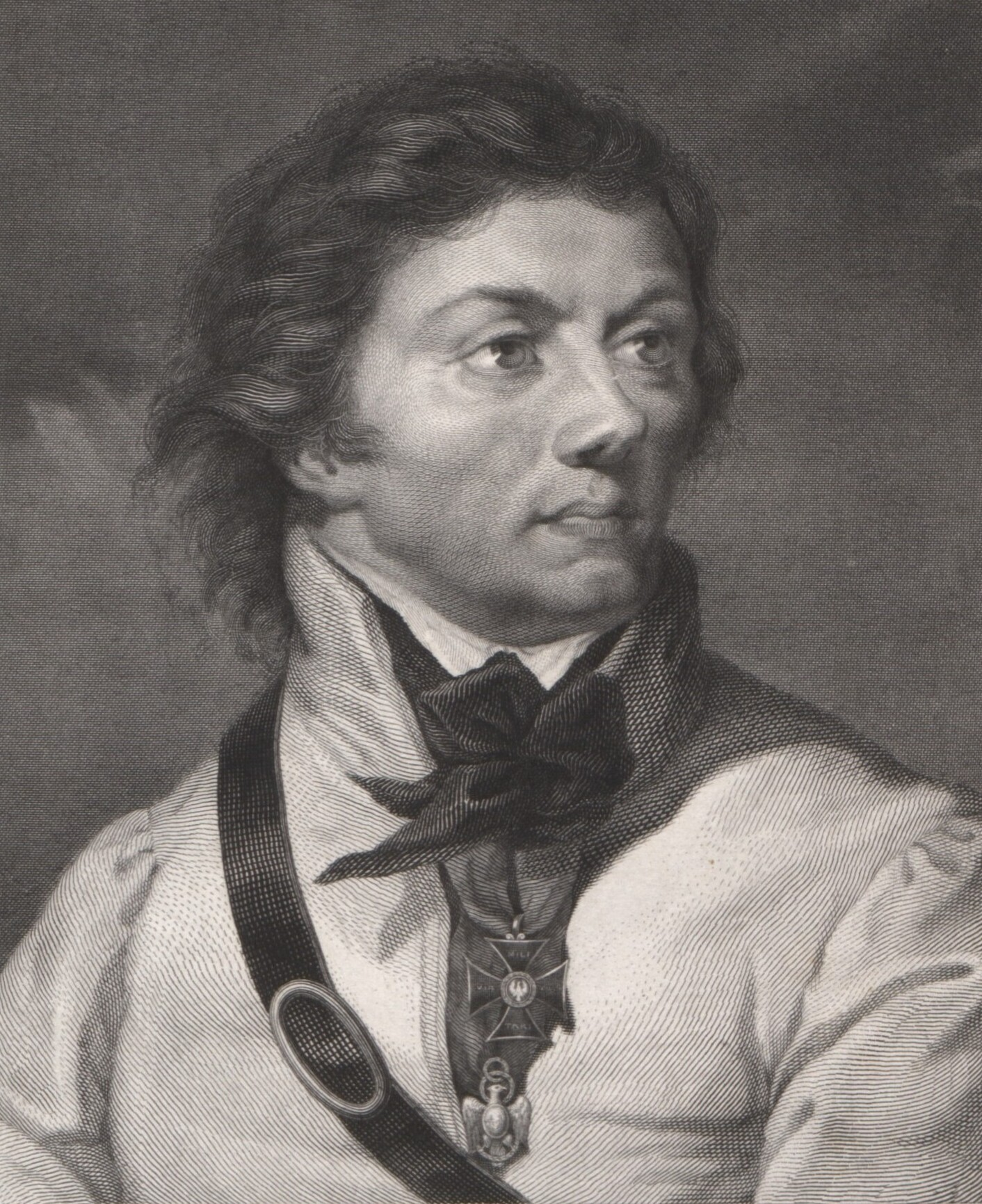
비르투티 밀리타리 차림의 코시치우슈코 (신시내티 사회 훈장을 달고 있다.)

1783년 10월 파리 조약이 맺어진 후, 전쟁은 공식적으로 끝났으며 대륙 회의는 코시치우슈코에게 그 고마움을 보였다. 그는 육군 준장으로 진급되어 미국 시민권을 받고, 오하이오에서 대지의 500 에이커를 승인하였다. 조지 워싱턴 장군은 코시치우슈코의 도움을 위한 자신의 감사함을 보여주는 데 단검과 2개의 권총과 함께 그에게 수여하였다. 워싱턴은 그에게 전 독립 전쟁 사관들을 위한 독점적인 클럽 신시내티 사회로 들어가는 데 그를 환영하였다. 사회는 영웅적 로마의 시민군 킨키나투스를 위하여 이름이 지어졌다. 워싱턴은 또한 코시치우슈코에게 고풍의 카메오 반지를 수여하기도 하였다.
코시치우슈코는 뉴욕에서 당시를 위하여 머물렀다. 수행하는 데 임무들이 없으면서 그는 파리에서 잠시의 정기 휴가를 위하여 떠나 1784년 폴란드로 귀국하였다. 거기서 그는 폴란드의 시골에서 퇴직에 몇몇의 쉴 수 없는 세월을 보냈다. 폴란드의 거의가 아직도 프로이센, 오스트리아와 러시아 사이에 분리되었어도 거기에는 폴란드의 평민들 사이에 자유를 위한 강한 욕망을 개발하였다.
1789년 폴란드의 국왕 스타니스와프 아우구스트 포니아토프스키는 소장으로서 폴란드 육군에서 활동적 임무로 돌아와 젊은 군인들을 훈련시키는 도움을 주는 데 코시치우슈코에게 의문하였다. 1792년 봄에 러시아가 폴란드에 전쟁을 선포할 때 코시치우슈코는 조국을 방어하는 시도에서 작고 부족하게 공급된 여단을 지도하였다. 그러나 그의 부하들은 빠른 패배와 함께 만났고, 그는 폴란드를 달아나 프랑스로 가는 데 강요되었다. 거기서 그는 폴란드의 반역자를 위하여 재정적 도움을 추구하였다. 그러나 프랑스는 혁명 중에 있어 도움을 주지 못하였다.

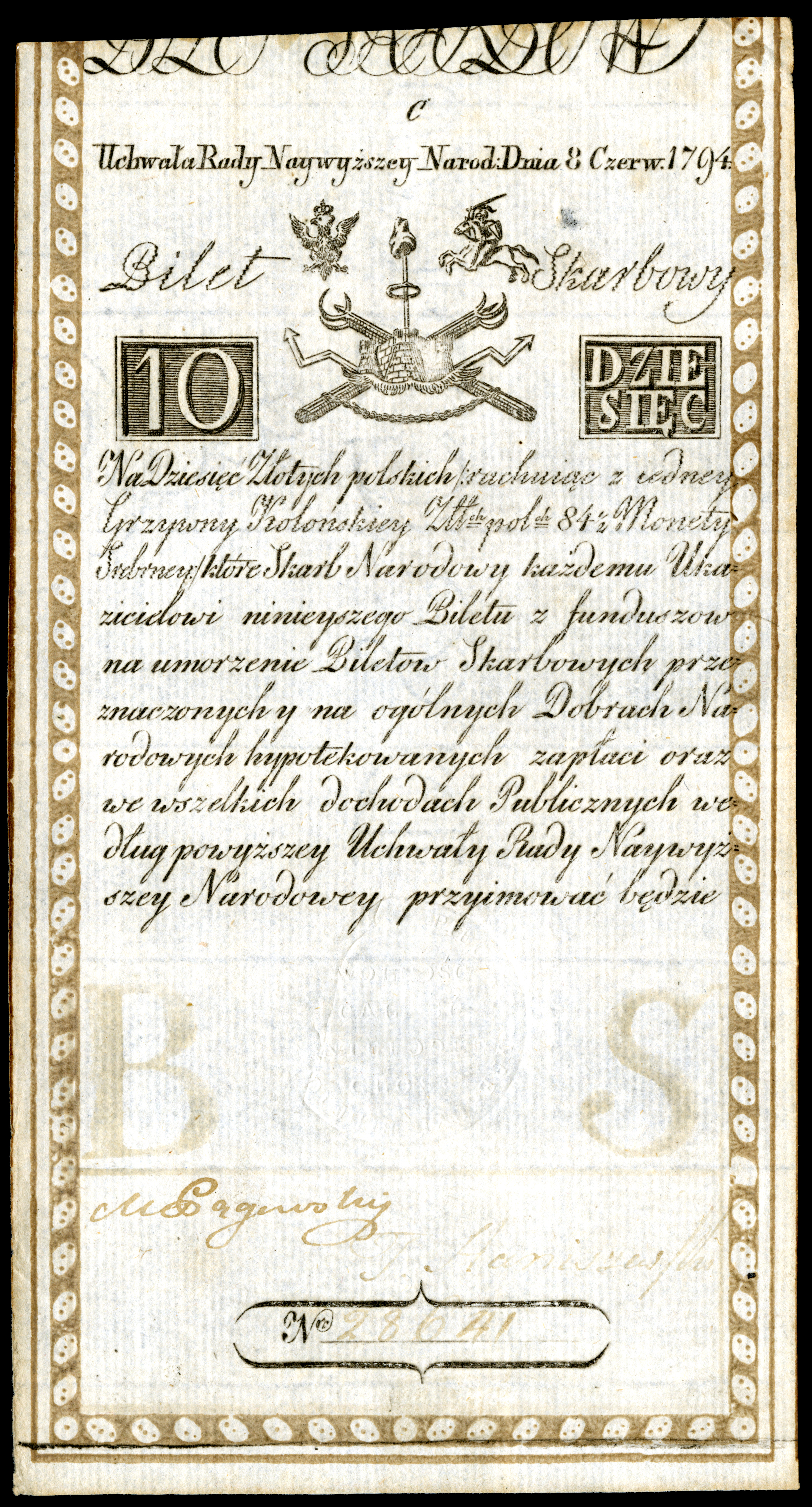
1794년 코시치우슈코의 권한 아래 처음으로 발행된 폴란드-리투아니아 연방 즈워티

1794년 코시치우슈코는 폴란드로 귀국하여 폴란드 시민들의 승리적 봉기를 지도하였다. 그는 조국의 지도자로서 선택되었다. 그는 이전에 허가되어 온 것보다 개인적으로 거대한 자유를 승인한 개혁들을 제정하였다. 그러나 길고, 크고 잘 무장된 러시아군은 그의 부하들을 꺾고 반란으로 돌렸다.
코시치우슈코는 사로잡혀 상트페테르부르크 근처에 있는 교도소로 보내졌다. 그는 1796년 11월 파벨 1세에 의하여 석방되었다. 자신이 러시아에 다시는 전투들을 충돌시키지 않겠다고 약속한 후, 그는 망명되었다. 코시치우슈코는 몇몇의 유럽의 국가들로 여행을 떠나고, 그러고나서 1797년 미국에서 영웅의 환영으로 돌아왔다. 대륙 회의는 그에게 빚지던 숙고적인 금액을 주었다. 코시치우슈코는 그 돈을 미국에서 흑인 노예들을 매입하는 데 이용하고 그들에게 자유를 주었다.

## 폴란드의 자유를 위하여
1799년 코시치우슈코는 프랑스로 돌아왔다. 거기서 그는 미국에서 자신의 전쟁 경험, 기마 포병의 주요 전공과 하나의 근심적인 민주주의를 포함한 기사들의 이야기를 썼다.
1799년부터 1815년까지 나폴레옹 보나파르트는 유럽을 통하여 프랑스 제국을 설립하는 데 나폴레옹 전쟁으로 불리는 전투들의 일련에서 종사하였다. 1806년 나폴레옹은 러시아의 침입에서 코시치우슈코의 도움을 위하여 의문하였으나 러시아 차르에게 자신의 약속이 주어진 그는 거부하였다. 폴란드는 싸움에 가입하였다.
1815년 당시 황제였던 나폴레옹의 몰락과 함께 나폴레옹 전쟁은 끝났다. 그 시기 동안 코시치우슈코는 파리에서 러시아의 알렉산드르 1세와 만났다. 그는 러시아의 폴란드 애국자 포로들을 위하여 독립의 폴란드 국가와 은사의 복고를 위하여 차르의 성원을 얻는 데 시도하였다. 그러나 코시치우슈코에게 자신의 동의와 약속들에 불구하고 차르는 정식으로 교부하는 데 실패하였다.
다양한 유럽의 권력들의 대표들로 이루어진 빈 회의가 1815년 오스트리아에서 열렸다. 거기서 그들은 전쟁들을 안정시킨 평화 조약을 맺었다. 조약은 유럽 대륙을 통하여 영토들을 재정리하고, 나폴레옹이 무너뜨린 유럽의 왕정들을 복구하였다. 그 조약은 또한 러시아에게 속하는 조그마한 "폴란드 왕국"을 설립하였고, 그 법률들로 주제였으며 러시아, 오스트리아와 프로이센 사이에 폴란드의 나머지를 분배하였다.
그 시간 동안 코시치우슈코는 폴란드의 민주주의의 호의에서 연설하였다. 1816년 그는 자신의 폴란드 사유지에 농노들을 해방시켰다. 농노들은 근로자들로 대지를 소유한 지주에 의하여 대지로 튀어오른 농장의 노동자들이었다. 그들은 대지를 떼어버리거나 지원적으로 놔둘 수 없었다.

## 스위스에서 말년

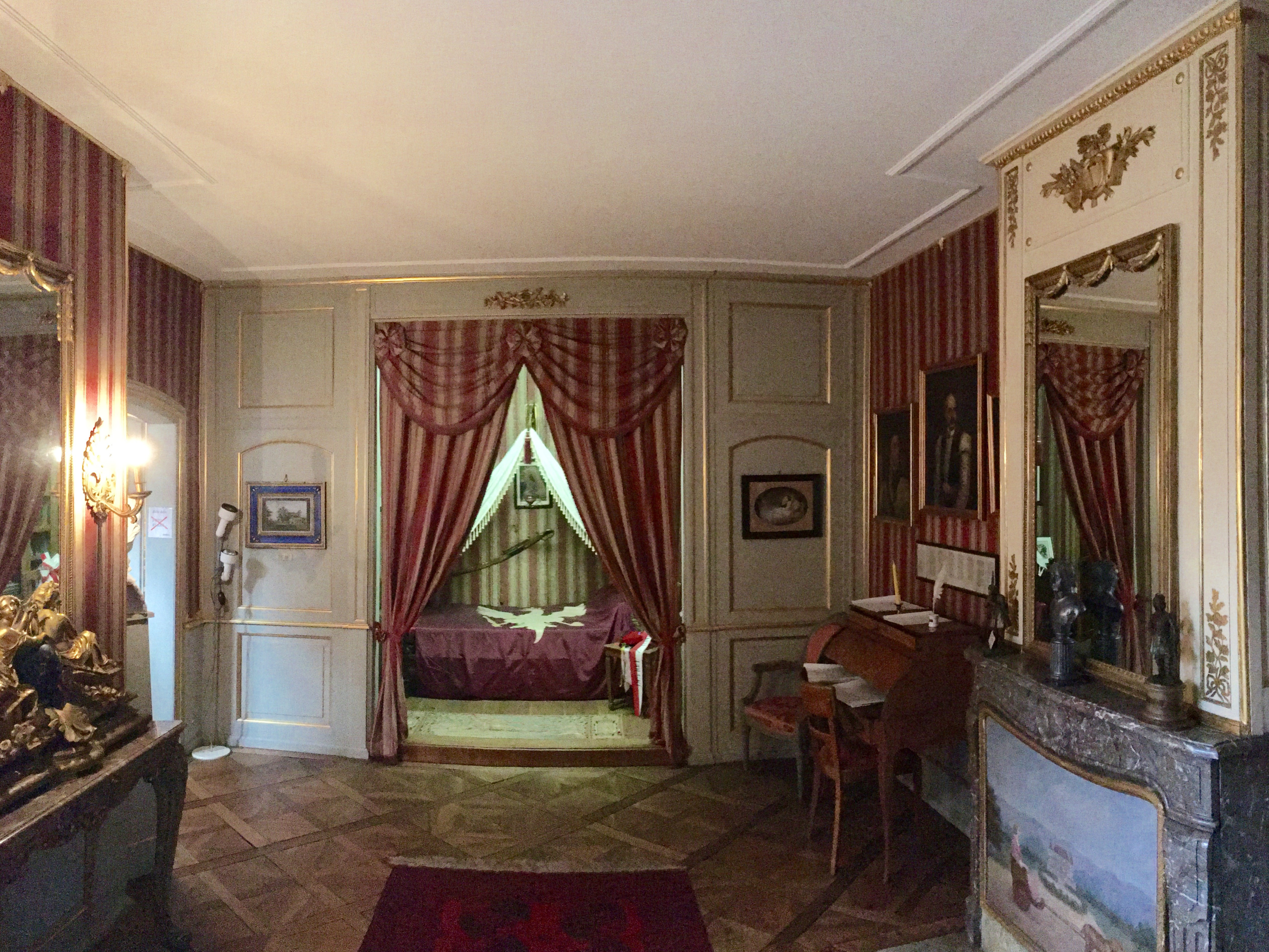
스위스 졸로투른에 있는 코시치우슈코의 마지막 저택. 그는 여기서 사망하였다.

코시치우슈코는 자신의 거대하게 감소된 조국에서 사는 데 더 이상 지탱할 수 없다고 결정하였다. 스위스로 방문에 그는 졸로투른에서 와서 그의 가족과 머무는 데 자신을 초대한 스위스 대사의 동생 프란시스 사비에르 첼트너와 친구가 되었다. 졸로투른은 쥐라산맥의 기슭에 예쁜 도시였다.
코시치우슈코는 첼트너 가족과 거주를 차지하고, 오랜 기간 전에 그는 가족의 일원같았다. 그는 말을 타고 역사와 지리의 책들을 읽으면서 자신의 시간을 보냈다. 1817년 10월 15일 코시치우슈코는 잠시의 지병과 함께 사망하였다. 그의 유해는 폴란드로 반환되어 크라쿠프에 있는 바벨 대성당에 안치되었다.
폴란드의 국민들은 국민적 영웅으로서 코시치우슈코를 애도하였다. 그는 오하이오의 자신의 대지들이 팔리고 흑인 노예들을 해방시키는 데 이득들이 이용되는 자신의 유언에서 지도하였다. 돈은 또한 미국에서 흑인 학생들을 위하여 설립된 첫 학교들 중의 하나인 뉴저지주 뉴어크에 있는 유색인 학교를 창립하는 데 보내졌다.

## 일화
코시치우슈코의 친구였던 토머스 제퍼슨은 한번 "코시치우슈코의 덕의 결백, 그의 마음의 친절과 자유의 원인으로 그의 성실한 헌심"을 위하여 그의 감탄을 썼다.
프랑스의 로슈포코 리앙쿠르 백작은 자신의 개인적 일기에 폴란드의 영웅에 관하여 "흥미와 존경의 감정들을 자극하지 않은 코시치우슈코의 이름을 가진이에 자유에 더욱 친구다운 마음 혹은 덕과 재능의 감탄할 것이 없다. 승진과 감정, 위세, 유쾌, 무력, 좋음, 존경과 경의를 지배한 전부가 이 축제적이고 재미있는 남자에 집중되는 데 나에게 나타난다."라고 썼다.

## 같이 보기
- 카지미에시 푸와스키